# 더 이글 (1925년 영화)
더 이글(The Eagle)은 미국에서 제작된 클래런스 브라운 감독의 1925년 코미디, 드라마, 멜로/로맨스 영화이다. 루돌프 발렌티노 등이 주연으로 출연하였고 존 W. 콘시딘 주니어 등이 제작에 참여하였다.

## 출연

### 주연
- 루돌프 발렌티노
- 빌마 뱅키

### 조연
- 루이즈 드레서
- 앨버트 콘티
- 제임스 A. 마커스
- 조지 니콜스
- 캐리 클락 워드
- 스포티스우드 앳킨
- 게리 쿠퍼
- 장 드 브리악
- 오토 호프만
- 에릭 메인
- 러셀 심슨
- 맥 스웨인
- 구스타프 본 세이퍼티츠

## 제작진
- 세트: 윌리엄 캐머런 멘지스
- 의상: 에이드리안